# KATNA1
KATNA1 (англ. Katanin catalytic subunit A1) – білок, який кодується однойменним геном, розташованим у людей на короткому плечі 6-ї хромосоми. Довжина поліпептидного ланцюга білка становить 491 амінокислот, а молекулярна маса — 55 965.
| 10         |  | 20         |  | 30         |  | 40         |  | 50         |
| ---------- |  | ---------- |  | ---------- |  | ---------- |  | ---------- |
| MSLLMISENV |  | KLAREYALLG |  | NYDSAMVYYQ |  | GVLDQMNKYL |  | YSVKDTYLQQ |
| KWQQVWQEIN |  | VEAKHVKDIM |  | KTLESFKLDS |  | TPLKAAQHDL |  | PASEGEVWSM |
| PVPVERRPSP |  | GPRKRQSSQY |  | SDPKSHGNRP |  | STTVRVHRSS |  | AQNVHNDRGK |
| AVRCREKKEQ |  | NKGREEKNKS |  | PAAVTEPETN |  | KFDSTGYDKD |  | LVEALERDII |
| SQNPNVRWDD |  | IADLVEAKKL |  | LKEAVVLPMW |  | MPEFFKGIRR |  | PWKGVLMVGP |
| PGTGKTLLAK |  | AVATECKTTF |  | FNVSSSTLTS |  | KYRGESEKLV |  | RLLFEMARFY |
| SPATIFIDEI |  | DSICSRRGTS |  | EEHEASRRVK |  | AELLVQMDGV |  | GGTSENDDPS |
| KMVMVLAATN |  | FPWDIDEALR |  | RRLEKRIYIP |  | LPSAKGREEL |  | LRISLRELEL |
| ADDVDLASIA |  | ENMEGYSGAD |  | ITNVCRDASL |  | MAMRRRIEGL |  | TPEEIRNLSK |
| EEMHMPTTME |  | DFEMALKKVS |  | KSVSAADIER |  | YEKWIFEFGS |  | C          |

A: Аланін

C: Цистеїн

D: Аспарагінова кислота

E: Глутамінова кислота

F: Фенілаланін

G: Гліцин

H: Гістидин

I: Ізолейцин

K: Лізин

L: Лейцин

M: Метіонін

N: Аспарагін

P: Пролін

Q: Глутамін

R: Аргінін

S: Серин

T: Треонін

V: Валін

W: Триптофан

Кодований геном білок за функціями належить до гідролаз, фосфопротеїнів. 
Задіяний у таких біологічних процесах, як клітинний цикл, поділ клітини, мітоз, альтернативний сплайсинг. 
Білок має сайт для зв'язування з АТФ, нуклеотидами. 
Локалізований у цитоплазмі, цитоскелеті.